# シャーロット・ヒューズ
シャーロット・マリオン・ヒューズ（Charlotte Marion Hughes、1877年8月1日 - 1993年3月17日）は、イギリスにおける歴代最長寿記録を持っていた女性。
彼女は以前教師をしていたが、63歳の時に退職。1979年、102歳の時に夫を亡くした。1988年には、スコットランドのケイト・ベッグビーが死去し、イギリスにおける最高齢者となる。1992年にアンナ・エリザ・ウィリアムズの記録を上回りイギリス史上最長寿となる。なお、同時期にはジャンヌ・カルマンが存命中であったため、世界2位であった。ただ、カルマンの記録には異論もあるため、実際には世界最高齢だった可能性もある。
1993年3月に115歳と228日で死去。2025年4月7日にエセル・ケータハムが記録を更新するまでの約32年間、イギリス歴代最高齢者であった。